# Berbezit
Berbezit là một xã thuộc tỉnh Haute-Loire nam trung bộ nước Pháp. Xã Berbezit nằm ở khu vực có độ cao từ 712-1163 mét trên mực nước biển.